# Wilderen Graanjenever
Wilderen graanjenever is een stooksel van de Belgische Brouwerij en stokerij Wilderen te Wilderen in de provincie Limburg. Het wordt gedistilleerd uit een beslag van mout en gearomatiseerd met jeneverbessen.